# ريتشارد وارين ألدريتش
ريتشارد وارين ألدريتش (بالإنجليزية: Richard Warren Aldrich)‏ هو عالم أعصاب أمريكي. يشغل حالياً رئيس مجلس إدارة معهد كارل فولكلز للبحوث الطبية المتعددة التخصصات وأستاذ علم الأعصاب في كلية العلوم البيولوجية في جامعة تكساس. تخرّج ألدريش من جامعة أريزونا، حيث حصل على درجة بكالوريوس العلوم في العلوم البيولوجية في عام 1975، وحصل على درجة الدكتوراه في علم الأعصاب من جامعة ستانفورد في عام 1980. وبعد حصوله على زمالة ما بعد الدكتوراة في علم وظائف الأعضاء في جامعة ييل تحت إشراف دبليو نوكس تشاندلر وتشارلز إف ستيفنز، تم التعاقد معه للتدريس في جامعة ييل في قسم علم الأعصاب الجزيئية. وفي عام 1985، عاد ريتشارد إلى جامعة ستانفورد لتدريس البيولوجيا العصبية وعلم وظائف الأعضاء، وعمل في النهاية كرئيس لقسم الفسيولوجيا الجزيئية والخلوية من عام 2001 إلى عام 2004. كما عمل باحثًا في معهد هوارد هيوز الطبي من عام 1990 حتى عام 2006. وقد ركزت أبحاثه على «الآليات الجزيئية لوظيفة القنوات الأيونية ودورها في الإشارات الكهربائية». وشغل أيضًا منصب رئيس جمعية علماء الفيزيولوجيا العامة وجمعية الفيزياء الحيوية. وأصبح عضوًا في الأكاديمية الوطنية للعلوم في عام 2008، ثم انتُخب في عام 2011 لزمالة الأكاديمية الأمريكية للفنون والعلوم.